# Anolis milleri
Espèce
Synonymes
- Norops milleri (Smith, 1950)

Statut de conservation UICN

 DD  : Données insuffisantes
Anolis milleri est une espèce de sauriens de la famille des Dactyloidae. 

## Répartition
Cette espèce est endémique d'Oaxaca au Mexique.

## Étymologie
Cette espèce est nommée en l'honneur de Walter S. Miller.

## Publication originale
- Smith & Taylor, 1950 : An annotated checklist and key to the reptiles of Mexico exclusive of the snakes. Bulletin of the United States National Museum, no 199, p. 1-253 (texte intégral).